# Voldertalbach
De Voldertalbach is een rechter zijrivier van de Inn in de Oostenrijkse deelstaat Tirol.
Zij ontspringt in de Tuxer Alpen in het achterste deel van het Voldertal. De rivier stroomt vervolgens in noordelijke richting, loopt langs de Schwarzbrunn en neemt het water op van achtereenvolgens de Kressbach, Gamsbach en de Klausbach.
Vlak voor Volders loopt de rivier langs het kasteel Friedberg. Hierna stroomt de rivier door het dorp Volders om iets ten noordwesten hiervan uit te monden in de Inn.